# تیم ملی فوتبال برونئی
تیم ملی فوتبال برونئی نماینده کشور برونئی در مسابقات بین‌المللی و آسیا است که زیر نظر فدراسیون فوتبال برونئی فعالیت می‌کند.
اولین بازی رسمی این تیم در تاریخ ۲۲ مه ۱۹۷۱ میلادی در برابر تیم ملی فوتبال مالزی برگزار شده‌است.

## تاریخچه تیم ملی فوتبال برونئی
تیم ملی فوتبال برونئی یکی از تیم‌های فوتبال در قاره آسیا که در سال ۱۹۵۹ تأسیس گردید و زیر نظر کنفدراسیون فوتبال آسیا می‌باشد، و در سال ۱۹۷۲ به عضویت رسمی فدراسیون جهانی فوتبال فیفا پیوست.
تیم ملی برونئی به زنبورها معروف می‌باشد.
اولین دیدار رسمی تیم ملی برونئی مقابل تیم ملی مالزی در تاریخ  ۲۲ می ۱۹۷۱ در کشور تایلند برگزار گردید و تیم برونئی با نتیجه ۴-۰ پیروز شد.
تیم برونئی تا به حال موفق به کسب جواز حضور در جام جهانی نشده‌است.